# Laphystia erberi
Laphystia erberi là một loài ruồi trong họ Asilidae. Laphystia erberi được Schiner miêu tả năm 1865.